# Орденская лента туранговая
Орденская лента туранговая (Catocala optima) — вид бабочек из семейства Erebidae.

## Описание
Длина переднего крыла 21,5—25 мм. Размах крыльев 44—46 мм. Передние крылья серого цвета с двумя отчетливыми черноватыми поперечными линиями, которые ограничивают срединное поле. Внутренняя линия несколько извилистая, но преимущественно идёт в прямом направлении, а внешняя на всем своем протяжении имеет небольшие зубцы, которые направлены в сторону внешнего края, и спускается от основного зубца (напротив срединной ячейки) прямо вниз. Задние крылья ярко-красные с чёрной каймой и чёрной срединной полосой.

## Ареал
Эндемик Центральной Азии. Ареал состоит из нескольких разорванных мелких частей. Встречается локально в пустынях Средней Азии. Казахстан (пойменные тугаи рек Сырдарьи (ст. Байгакум) и Или), Туркменистан, Узбекистан, Таджикистан.

## Биология
Бабочки обитает в тугайных лесах и небольших рощах туранги. За год развивается одно поколение. Лёт бабочек отмечается с конца мая до конца июля.

## Охрана
Занесена в Красную книга Казахстана. Негативно влияют на численность вида осушение пойм рек, пожары, вырубка тугайных лесов.